# Cnidium bhutanicum
Cnidium bhutanicum är en flockblommig växtart som beskrevs av M.F.Watson. Cnidium bhutanicum ingår i släktet Cnidium och familjen flockblommiga växter. Inga underarter finns listade i Catalogue of Life.